# Cricula afenestra
Cricula afenestra är en fjärilsart som beskrevs av Watson 1912. Cricula afenestra ingår i släktet Cricula och familjen påfågelsspinnare. Inga underarter finns listade i Catalogue of Life.